# And Also the Trees
And Also the Trees — английская рок-группа, образованная в 1979 году в Инкберроу (Вустершир). Считается представителем готик-рока.

## История
Группа была образована в 1979 году в Инкберроу (графство Вустершир, Англия) таким составом: Саймон Хью Джонс (вокал), Джастин Джонс (гитара), Грэм Хавас (бас-гитара) и Ник Хавас (барабаны).
Первое живое выступление группы состоялось 12 января 1980 года в «Григ Мемориал Холл» в Олстере. Демо-альбом был отправлен группе The Cure, которая искала музыкальные коллективы, которые могли бы играть на разогреве во время своего тура. Впоследствии обе группы часто играли вместе. Второй демо-альбом «From Under the Hill» (1982) вышел при поддержке Роберта Смита и Майка Хеджеса.
В 1983 году группа выпустила свой первый сингл под названием «Shantell», его продюсером стал Лол Толхерст из The Cure. В 1984 году вышел второй сингл «The Secret Sea». В том же году вышел первый студийный альбом группы под названием «And Also the Trees», его спродюсировал Толхерст. Группой заинтересовался диджей BBC Radio 1 Джон Пил, в апреле 1984 года был записан выпуск с участием группы.

## Музыкальный стиль
Группа играет в жанре готик-рока и постпанка, отличается атмосферным звучанием и поэтическими текстами на тему природы, любви и экзистенциализма. По мнению Юджина Такера, стиль группы отличается меланхоличным настроением, а её тексты связаны с поэзией эпохи британского романтизма.

## Участники группы

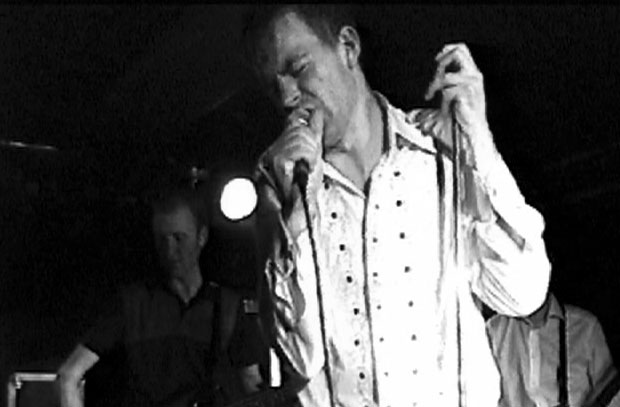
Выступление группы в Дортмунде (1998)

Текущие участники
Саймон Хью Джонс — вокал (1979 — н. в.)
Джастин Джонс — гитара (1979 — н. в.)
Пол Хилл — барабаны (1998 — н. в.)
Колин Озанн — синтезаторы, кларнет, гитара (2015 — н. в.)
Грант Гордон — бас-гитара (2015 — н. в.)
Бывшие участники
- Грэм Хавас — бас-гитара (1979—1983)
- Ник Хавас — барабаны (1979—1997)
- Стивен Барроуз — бас-гитара (1983—2007)
- Марк Тибенхам — синтезаторы (1988—1992)
- Уильям Уагхорн — труба (1994—1998)
- Дейл Ходжинсон — гитара, синтезаторы (1998)
- Иан Дженкинс — бас-гитара, контрабас (2004—2015)
- Эмер Бриззолара — синтезаторы, дульцимер, мелодика (2004—2015)

## Дискография

### Альбомы

#### Студийные альбомы
- And Also the Trees[англ.] (1984)
- Virus Meadow[англ.] (1986)
- The Millpond Years[англ.] (1988)
- Farewell to the Shade[англ.] (1989)
- Green Is the Sea (1992)
- The Klaxon (1993)
- Angelfish (1996)
- Silver Soul (1998)
- Further from the Truth (2003)
- (Listen For) The Rag and Bone Man (2007)
- When the Rains Come (2009)
- Driftwood (2011)
- Hunter Not the Hunted (2012)
- Born Into the Waves (2016)
- The Bone Carver (2022)
- Mother-of-Pearl Moon (2024)

#### Концертные альбомы
- The Evening of the 24th (1987)
- Le Bataclan (1994)
- Prémonition hors série (1991; EP)

#### Сборники
- A Retrospective 1983—1986 (1986)
- Et aussi les arbres (1987)
- Boxed Set (1990)
- From Horizon to Horizon (Singles 1983-92) (1993)
- 1980-2005 (2005)

#### Демо-альбомы
- First demo cassette (1980)
- From Under the Hill (1982)

### Мини-альбомы (EP)
- The Secret Sea (1984)
- A Room Lives in Lucy (1985)
- The Critical Distance (1987)
- Shaletown (1987)
- The House of the Heart (1988)
- Lady D’Arbanville (1989)
- The Pear Tree (1991)
- Nailed (1998)
- And Also the Trees (2009)
- And Also the Trees (2014)

### Синглы
- «Shantell»/«Wallpaper Dying» (1983)
- «The Secret Sea»/«Secrecy» (1984)
- «Shaletown»/«Needle Street» (1987)
- «The House of the Heart»/«This Ship in Trouble (Instrumental)» (1988)
- «Lady D’Arbanville»/«The Street Organ» (1989)
- «Misfortunes»/«Belief in the Rose (Instrumental)» (1989)

### Видеоальбомы
- Bielefeld PC69 May 1st 1992 (1994)
- Live 89-98 (1998)
- Live in Geneva (2006)